# Giacomo Bisiach
Giacomo Bisiach (Milano, 28 novembre 1900 – Venegono Superiore, 8 maggio 1995) è stato un liutaio italiano.

## Biografia
Giacomo Bisiach è il sesto dei sette figli di Leandro Bisiach.
Nato a Milano il 28 novembre 1900, si dedica allo studio del violoncello presso la scuola di Musica di Milano. Era infatti opinione del padre Leandro, che un buon liutaio, per realizzare ottimi strumenti, dovesse conoscere dall'interno i problemi che può porre l'esecuzione di uno strumento ad arco.
Soldato in un reggimento di artiglieria pesante campale ad Aqui per quattro anni, Giacomo partecipò alla prima guerra mondiale quando questa volgeva al termine e subito dopo il congedo raggiunse il padre Leandro a Siena.
Nella città toscana il conte Guido Chigi-Saracini nel 1916 aveva commissionato a Leandro la creazione e organizzazione di un museo di strumenti musicali antichi, con annesso un laboratorio di liuteria. A Siena Giacomo conobbe l'intagliatore  chiantigiano Igino Sderci che, già trentenne, conosciuti i Bisiach, rivolse la sua abilità alla liuteria.
Sotto l'orientamento di quest'ultimo e soprattutto del padre e del fratello maggiore Carlo, Giacomo, insieme al fratello minore Leandro Jr, affinò le proprie capacità fino a quando, agli inizi degli anni venti, i Bisiach, conclusa l’esperienza senese, non rientrarono a Milano.
A Milano, in piazza Duomo 2, nell'atelier del padre, Giacomo studiò la fattura degli strumenti dei maestri liutai della tradizione classica italiana e ciò grazie anche al continuo passaggio dei più grandi musicisti dell'epoca che si recavano nel laboratorio di liuteria per la manutenzione dei propri strumenti.
Nel 1930, Giacomo sposò Giuseppina Oddono, latinista e grecista, dalla quale ha avuto cinque figli.
Seguendo il modello produttivo del padre Leandro, Giacomo si specializzò prima nella verniciatura e poi nel restauro.
La più significativa intuizione di Leandro Sr, che portò il suo laboratorio a eccellere, fu quella di organizzare la produzione in modo da superare il concetto del liutaio tuttofare. Leandro promosse e stimolò il lavoro di una vera e propria squadra, formata da talenti diversi, in modo che la realizzazione degli strumenti risultasse la sommatoria delle capacità di ciascuno.
Nel laboratorio Bisiach si formarono pregiati liutai come Ornati, Sgarabotto, Dante Paolo Regazzoni e i fratelli Riccardo e Romeo Antoniazzi. Gli allievi del laboratorio si specializzarono nella costruzione iniziale dello strumento, mentre Leandro Bisiach ne curava e controllava la finitura data dagli spessori, la verniciatura e la sonorità: in pratica l'assetto finale complessivo dello strumento.
Giacomo Bisiach fu, dei cinque figli, quello che si dedicò più specificatamente alla verniciatura e finitura degli strumenti.
I violini del laboratorio Bisiach prendevano quasi tutti la strada dell'America o del Giappone, sotto la supervisione delle maestranze delle Belle Arti di Milano che ne certificavano l'autenticità e il pregio.

Storica fu l'amicizia con la critica d'arte e direttrice della Pinacoteca di Brera, Fernanda Wittgens.

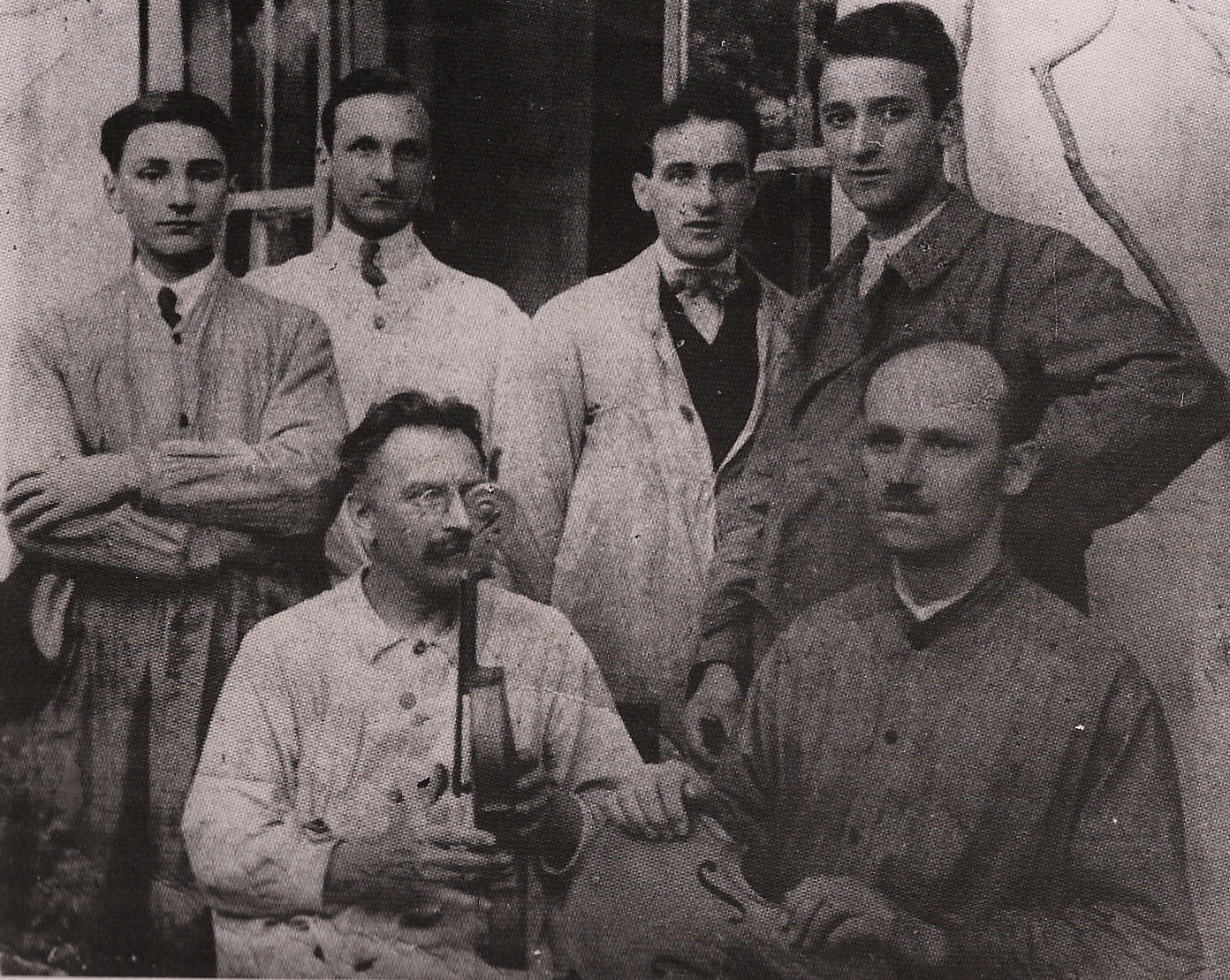
La famiglia dei liutai Bisiach

Era tale la perizia di Giacomo Bisiach nella messa a punto dello strumento, che il musicologo, artista e incisore Benvenuto Disertori, docente di paleografia musicale rinascimentale a Cremona e Parma, ebbe a definirlo lo “psichiatra del violino, perché sa mettergli a posto l'anima”.
Ebbero modo di apprezzare le qualità di Giacomo, concertisti come Pau Casals, Yehudi Menuhin, Massimo Amfiteatrof e Nathan Milstein.
Giacomo e Leandro Jr, avevano il loro atelier in corso Magenta 27. Durante i bombardamenti che funestarono la città di Milano nel 1943 persero quasi interamente la collezione di strumenti e oggetti antichi acquistati nel tempo dal padre. Dopo la guerra ricostituirono la raccolta. Quando i due fratelli, nel 1970, sciolsero la loro società, allestirono presso il Museo nazionale della scienza e della tecnologia Leonardo da Vinci un laboratorio di liuteria.
Nella sua residenza di Venegono Superiore, Giacomo proseguì la sua professione per altri 25 anni intrattenendo rapporti frequenti con liutai italiani e stranieri e continuamente ricevendo giovani allievi che volevano intraprendere l'arte liutaria.
Morì l'8 maggio 1995.